# SESM

SESM s.c.a.r.l. era un centro di ricerca e sviluppo precompetitivo partecipato da aziende del Gruppo Finmeccanica (Selex ES S.p.A. e Sirio Panel S.p.A.), attivo nel campo della difesa, gestione del traffico aereo e logistica di grandi apparati.
Operava su diversi livelli che andavano dalla ricerca di base, alla ricerca industriale, allo sviluppo precompetitivo, alla formazione di risorse per le aziende consorziate.
Le 2 sedi operative si trovavano a Giugliano in Campania e a Roma.